# Дмитриевка (Владимирская область)
Дмитриевка — деревня в Муромском районе Владимирской области России, входит в состав Ковардицкого сельского поселения. 

## География
Деревня расположена в 5 км на северо-запад от центра поселения села Ковардицы и в 11 км на северо-запад от Мурома, на автодороге 17Р-1 Владимир – Муром – Арзамас.

## История
В конце XIX — начале XX века деревня входила в состав Ковардицкой волости Муромского уезда, с 1926 года — в составе Муромской волости . В 1859 году в деревне числилось 5 дворов, в 1905 году — 10 дворов, в 1926 году — 9 дворов.
С 1929 года деревня входила в состав Афанасовского сельсовета Муромского района, с 1940 года — в составе Пестенькинского сельсовета, с 2005 года — в составе Ковардицкого сельского поселения. 

## Население
| 1859 | 1905 | 1926 | 2002 | 2010 | 2012 | 2021 |
| ---- | ---- | ---- | ---- | ---- | ---- | ---- |
| 36   | ↗59  | ↘58  | ↘9   | ↗10  | ↘8   | ↗14  |